# Particuliere onderscheiding
Naast de officiële onderscheidingen van landen bestaan er ook particuliere onderscheidingen die uitgaan van personen of instellingen. Een voorbeeld van een dergelijke onderscheiding is het "Vierdaagsekruis" of de vroegere "Medaille van de Koninklijke Nederlandsch-Indische Vereeniging voor Luchtvaart" of de onderscheidingen van het Belgische Rode Kruis.
De status van dergelijke onderscheidingen varieert sterk, wanneer een regering de onderscheiding erkent, bijvoorbeeld door haar onderdanen toe te staan de onderscheiding te dragen, meer nog wanneer militairen wordt toegestaan de onderscheiding op hun uniform te dragen en de onderscheiding een plaats krijgt in het protocol, bijvoorbeeld in de door de Kanselier der Nederlandse Orden officieel vastgestelde draagvolgorde van de Nederlandse onderscheidingen, verkrijgt een particuliere onderscheiding een rang binnen het decoratiestelsel.
Particuliere onderscheidingen omvatten ook de onderscheidingen die de Nederlandse koningin als Hoofd van het Huis Oranje-Nassau heeft ingesteld. Dat zijn onder andere de Huisorde van Oranje en herinneringsmedailles zoals de Huwelijksmedailles. Hetzelfde geldt voor de door Z.K.H. Prins Bernhard ingestelde onderscheidingen: het Herinneringsinsigne Binnenlandse Strijdkrachten 1944-1945 (1945), de Zilveren Anjer (1950) en de Orde van de Gouden Ark (1971, in drie graden).
Ook het Rode Kruis en het Nederlands Olympisch Comité hebben tal van onderscheidingen ingesteld.
Een aantal van de Nederlandse en Nederlands-Indische Vaardigheidsonderscheidingen zijn particuliere onderscheidingen, toch mag een aantal van hen op een militair uniform worden gedragen. Veel militairen dragen, formeel niet correct, maar naar het voorbeeld van Prins Bernhard der Nederlanden, het Bondskruis van de Bond van Nederlandse Oorlogs- en Dienstslachtoffers op hun uniform.
De onderscheidingen van de reddingsmaatschappijen, zoals de in 1991 door de Koninklijke Nederlandse Redding Maatschappij ingestelde Medaille van de Koninklijke Nederlandse Redding Maatschappij hebben in Nederland veel aanzien.
De Ridderlijke orden, bijvoorbeeld de Orde van Malta, de Orde van het Gulden Vlies en de Orde van Sint-Jan zijn geen particuliere onderscheidingen in engere zin. Zij zijn lichamen in het Internationaal Recht. De Orde van Malta heeft zelfs beperkte soevereiniteit.
Een van de laatste onderscheidingen die officieel is erkend betreft het Elfstedenkruis dat wordt uitgegeven door de Vereniging De Friesche Elf Steden.
Museummedaille ·
Erepenning ·
Medaille van de Maatschappij tot Redding van Drenkelingen ·
Doggersbank-medaille ·
Broeder van de Orde van de Nederlandse Leeuw ·
Antwerpsche Medaille 1832 ·
Onderscheidingsteken voor Langdurige, Eerlijke en Trouwe Dienst ·
Eremedaille voor Kunst en Wetenschap ·
Eremedaille voor Voortvarendheid en Vernuft ·
De Ruyter-medaille ·
Regeringsmedaille ·
Medaille van het Carnegie Heldenfonds ·
Medaille van Verdienste van het Nederlandse Rode Kruis ·
Medaille voor trouwe dienst van het Nederlandse Rode Kruis ·
Erkentelijkheidsmedaille 1940-1945 ·
Inhuldigingsmedaille 1948 ·
Herinneringsmedaille Luchtbescherming 1940-1945 ·
Medaille van de Noord- en Zuid-Hollandsche Redding Maatschappij ·
Zilveren Anjer · 
Cultuurfonds Onderscheiding · 
Vrijwilligersmedaille Openbare Orde en Veiligheid ·
Vaardigheidsmedaille van de Nederlandse Sport Federatie ·
Inhuldigingsmedaille 1980 ·
Herinneringsmedaille VN-Vredesoperaties ·
Herinneringsmedaille Multinationale Vredesoperaties ·
Herinneringsmedaille Internationale Missies ·
Huwelijksmedaille 2002 ·
Herinneringsmedaille Buitenlandse Bezoeken ·
Marinemedaille ·
Landmachtmedaille ·
Marechausseemedaille ·
Luchtmachtmedaille
Zie ook: Ridderorden en onderscheidingen in Nederland